# Mwirata (periodiskt vattendrag i Ngozi)
Mwirata är ett periodiskt vattendrag i Burundi.   Det ligger i provinsen Ngozi, i den norra delen av landet, 80 km nordost om huvudstaden Bujumbura.
Omgivningarna runt Mwirata är en mosaik av jordbruksmark och naturlig växtlighet. Runt Mwirata är det tätbefolkat, med 427 invånare per kvadratkilometer.